# Pallacanestro ai IV Goodwill Games - Torneo maschile
Il torneo di Pallacanestro ai Goodwill Games 1998 si è svolto nella città statunitense di New York, e ha visto la vittoria degli Stati Uniti.

## Partecipanti
| Gruppo A     |
| ------------ |
| 1. Argentina |
| 2. Australia |
| 3. Lituania  |
| 4. Russia    |

| Gruppo B       |
| -------------- |
| 1. Brasile     |
| 2. Cina        |
| 3. Porto Rico  |
| 4. Stati Uniti |

## Fase a gironi

### Gruppo A
| New York | Australia | 84 – 72 | Argentina |  |

| New York | Lituania | 79 – 72 | Russia |  |

| New York | Lituania | 81 – 77 | Argentina |  |

| New York | Russia | 81 – 73 | Australia |  |

| New York | Lituania | 64 – 82 | Australia |  |

| New York | Russia | 65 – 69 | Argentina |  |

### Gruppo B
| New York | Porto Rico | 84 – 76 | Stati Uniti |  |

| New York | Brasile | 75 – 60 | Cina |  |

| New York | Brasile | 96 – 92 | Porto Rico |  |

| New York | Stati Uniti | 91 – 76 | Cina |  |

| New York | Porto Rico | 74 – 73 | Cina |  |

| New York | Stati Uniti | 106 – 75 | Brasile |  |

## Semifinali
| New York | Australia | 86 – 74 | Porto Rico |  |

| New York | Stati Uniti | 89 – 76 | Lituania |  |

## Finali
- 3º-4º posto

| New York | Lituania | 119 – 75 | Porto Rico |  |

- 1º-2º posto

| New York | Stati Uniti | 93 – 85 | Australia |  |

## Classifica
| - | Paese       | Formazione |
| - | ----------- | --- |
|   | Stati Uniti | Booth · Brand · Cardinal · Carter · El-Amin · Glover · Guyton · Jones · Lewis · Miller · Posey · Szczerbiak All. Haskins |
|   | Australia   | |
|   | Lituania    | |
| 4 | Porto Rico  | |
| 5 | Argentina   | |
| 5 | Brasile     | |
| 5 | Russia      | Kisurin · Tichonenko · Karasëv · Babkov · Nosov · Panov · Fetisov · Kudelin · Morgunov · Pašutin · Domani · Kurašov      |
| 5 | Cina        | |